# Skorochod-Integral
Das Skorochod-Integral (auch Hitsuda-Skorochod-Integral) ist ein stochastischer Integralbegriff und zentraler Begriff des Malliavin-Kalküls. Das Integral ist eine Erweiterung des Itō-Integrals bezüglich der brownschen Bewegung für nicht-adaptierte Prozesse als Integranden und unendlich-dimensionale Verallgemeinerung der klassischen Divergenz. Das Skorochod-Integral ist der Divergenz-Operator des Malliavin-Kalküls im Falle des weißen Rauschens, d. h. wenn der zugrundeliegende Hilbert-Raum ein σ-endlicher L2-Raum ist, und zugleich der adjungierte Operator des Malliavin-Ableitungsoperators. Bei allgemeinen Hilbert-Räumen spricht man vom Divergenz-Operator, statt vom Skorochod-Integral. Alternativ lässt sich das Skorochod-Integral auch über die Wiener-Itō-Chaos-Zerlegung definieren. Das Skorochod-Integral ist kein klassisches Integral, da es viele der üblichen Integral-Eigenschaften nicht mehr besitzt, wenn der Integrand allerdings adaptiert ist, dann stimmt es mit dem Itō-Integral überein. 
Um den entsprechenden Kalkül von dem des Ogawa-Integrals zu unterscheiden, spricht man vom vorwegnehmenden Kalkül oder vorausschauenden Kalkül (englisch anticipating calculus) beim Skorochod-Integral und vom nicht-kausalen Kalkül beim Ogawa-Integral.
Das Hitsuda-Skorochod-Integral wurde 1972 () von dem japanischen Mathematiker Masuyuki Hitsuda und unabhängig davon 1975 () von dem ukrainischen Mathematiker Anatolij Skorochod eingeführt.

## Skorochod-Integral
Sei 
- {\displaystyle (\Omega ,{\mathcal {F}},P)} ein vollständiger Wahrscheinlichkeitsraum,
- {\displaystyle H} ein separabler Hilbertraum,
- {\displaystyle \{e_{n},n\geq 1\}} eine vollständige Orthonormalbasis von {\displaystyle H},
- {\displaystyle \{W(h),h\in H\}} ein isonormaler Gauß-Prozess,
- {\displaystyle {\mathcal {F}}=\sigma (W)},
- {\displaystyle \Lambda } der Raum der Folgen mit endlichen Gliedern ungleich Null.

Für ein {\displaystyle a\in \Lambda } definiere 
- {\displaystyle a!=\prod \limits _{i=1}^{\infty }a_{i}!\quad } und {\displaystyle \quad |a|=\sum \limits _{i=1}^{\infty }a_{i}}.

Betrachte nun den Fall des weißen Rauschens {\displaystyle H=L^{2}(T,{\mathcal {B}},\mu )}, wobei {\displaystyle \mu } σ-endlich und atomlos auf dem messbaren Raum {\displaystyle (T,{\mathcal {B}})} ist.

### Definition über die Malliavin-Ableitung
Sei {\displaystyle D:\mathbb {D} ^{1,2}\to L^{2}(\Omega ;H)} der Malliavin-Ableitungsoperator. Der Divergenz-Operator oder das Skorochod-Integral besitzt als Domäne alle Zufallsvariablen {\displaystyle X\in L^{2}(\Omega ;H)}, so dass 
{\displaystyle |\mathbb {E} [\langle DU,X\rangle _{H}]|\leq c\|U\|_{L^{2}(\Omega )}}
für alle {\displaystyle U\in \mathbb {D} ^{1,2}} gilt, wobei {\displaystyle c} eine Konstante ist, welche von {\displaystyle U} abhängt.
Das Skorochod-Integral ist der unbeschränkte Operator {\displaystyle \delta :L^{2}(\Omega ;H)\to L^{2}(\Omega ;\mathbb {R} )} definiert für ein {\displaystyle X\in \operatorname {dom} (\delta )} durch
{\displaystyle \mathbb {E} [U\delta (X)]=\mathbb {E} [\langle DU,X\rangle _{H}],}
welches für alle {\displaystyle U\in \mathbb {D} ^{1,2}} gilt.
Die Domäne {\displaystyle \mathbb {D} ^{1,2}} ist der Malliavin-Sobolew-Raum (oder Watanabe-Sobolew-Raum). Sei {\displaystyle X\in \operatorname {dom} (\delta )\subset L^{2}(\Omega \times T)\cong L^{2}(\Omega ;H)} ein Prozess, man verwendet für das Skorochod-Integral auch folgende Integral-Notation
{\displaystyle \delta (X)=\int _{T}X_{s}\delta W_{s}.}

#### Bemerkung
In Integral-Notation wird die Definition über die Malliavin-Ableitung zu
{\displaystyle \mathbb {E} \left[U\int _{T}X_{s}\delta W_{s}\right]=\mathbb {E} \left[\int _{T}D_{t}UX_{t}dt\right].}
Das Skorochod-Integral lässt sich auch als Prozess darstellen {\displaystyle \{\delta (x1_{[0,t]}),t\in (0,|T|)\}}.
Ist {\displaystyle x} an {\displaystyle {\mathcal {F}}_{t}^{W}=\sigma (W_{s},s\leq t)} adaptiert, so stimmt das Integral mit dem Itō-Integral überein.

### Definition über die Wiener-Itō-Chaos-Zerlegung
Sei {\displaystyle H^{{\widehat {\otimes }}n}} der {\displaystyle n}-fache symmetrische Tensorproduktraum von {\displaystyle H} ausgestattet mit der Norm {\displaystyle {\sqrt {n!}}\|\cdot \|_{H^{\otimes n}}}. Weiter sei {\displaystyle H=\bigoplus \limits _{n=0}^{\infty }{\mathcal {H}}_{n}} die Wiener-Chaos-Zerlegung, {\displaystyle {\mathcal {H}}_{n}} das {\displaystyle n}-te Wiener-Chaos und {\displaystyle a\in \Lambda } ein Multiindex mit {\displaystyle |a|=n}. Dann ist das multiple stochastische Integral der Ordnung {\displaystyle n} die lineare Isometrie {\displaystyle I_{n}:H^{{\hat {\otimes }}n}\to {\mathcal {H}}_{n}} definiert durch
{\displaystyle I_{n}(\operatorname {symm} (\otimes _{i=1}^{\infty }e_{i}^{\otimes a_{i}}))={\frac {1}{\sqrt {a!}}}\prod \limits _{i=1}^{\infty }H_{a_{i}}(W(e_{i}))}
wobei {\displaystyle H_{a_{i}}} das {\displaystyle a_{i}}-te Hermite-Polynom ist. Nach der Wiener-Itō-Chaos-Zerlegung gilt für einen Prozess {\displaystyle X=(X_{t})_{t\in T}\in L^{2}(T\times \Omega )} die Zerlegung
{\displaystyle X_{t}=\sum \limits _{n=0}^{\infty }I_{n}(f_{n}(t_{1},\dots ,t_{n},t)),}
wobei {\displaystyle f_{n}\in L^{2}(T^{n+1})} symmetrisch in den ersten {\displaystyle n} Variablen ist. Sei nun 
{\displaystyle {\tilde {f}}_{n}(t_{1},\dots ,t_{n},t)={\frac {1}{n+1}}\left(f_{n}(t_{1},\dots ,t_{n},t)+\sum \limits _{i=1}^{n}f_{n}(t_{1},\dots ,t_{i-1},t,t_{i+1},\dots ,t_{n},t_{i})\right)}
die vollständige Symmetrisierung von {\displaystyle f_{n}}, dann ist das Skorochod-Integral definiert als
{\displaystyle \delta (X)=\int _{T}X_{t}\delta W_{t}:=\sum \limits _{n=0}^{\infty }I_{n+1}({\tilde {f}}_{n})}
und diese Reihe konvergiert genau dann in {\displaystyle L^{2}(\Omega )} wenn {\displaystyle X\in \operatorname {dom} (\delta )}.

## Eigenschaften
- Sei {\displaystyle F\in \mathbb {D} ^{1,2}} und {\displaystyle U\in \operatorname {dom} {\delta }} so, dass {\displaystyle FU\in L^{2}(\Omega ;H)}. Weiter sei {\displaystyle F\delta (U)-\langle DF,U\rangle _{H}\in L^{2}(\Omega )}. Dann gilt {\displaystyle FU\in \operatorname {dom} {\delta }} und

{\displaystyle \delta (FU)=F\delta (U)-\langle DF,U\rangle _{H}.}